# چابازیماخی
چابازیماخی (به لاتین: Chabazimakhi) یک منطقهٔ مسکونی در روسیه است که در داغستان واقع شده‌است.